# Леди Шива
Леди Шива (англ. Lady Shiva) — вымышленный персонаж, появляющийся в комиксах, издаваемых DC Comics.

## Биография

### Происхождение
Существует несколько версий происхождения Леди Шивы. В оригинальной временной шкале ее сестра Кэролин была попутчицей мастеров боевых искусств Бена Тернера и Ричарда Драгон. Их дядя Шируто был убит шпионом, известным как Швейцар, который затем похитил Кэролайн. Каролин погибла во время битвы между Драгоном и швейцарцами. Сандра стала Леди Шивой, чтобы отомстить за свою сестру.

### Ричард Дракон
Сандра поклялась отомстить человеку, убившему ее сестру. Гуано Крават, который нанял убийцу Кэролайн, обманом заставил Сандру поверить в то, что Ричард Дрэгон несет за это ответственность. Именно тогда Сандра стала Леди Шивой. Сандра заняла позицию в GOOD под руководством Барни Линга, чтобы стать ближе к Дракону. Дракон был послан, чтобы остановить Кравата, и Крават вместе с Шивой устроил засаду. Они сражались, пока Дракон не убедил ее включить Кравата. Их возвращение в Америку было прервано пиратом по имени Слэш, которого Шива победил в бою на мечах. Шива стал следовать за Драконом, потому что его жизнь была окружена опасностью, которую она любила. Крават вернулся, чтобы отомстить Дракону и Шиве, наняв Доктора Муна. Им удалось остановить Муна и его зверей, но Кравату удалось сбежать. Когда Слэш вернулся, Драгон снова позвал Шиву, и они вместе сбили его.
Барни Линг отправляет Дракона, Шиву и Тернера на Карибы, где они побеждают мастера боевых искусств, известного как Хищный богомол. Их следующее приключение — уничтожение коррумпированного лесоруба по имени Хэтчетт, убившего сестру Тернера. На Тернера нападает Безмолвный Самурай, и Линг отправляет троицу с секретной миссией в Китай. Шива и Тернер были захвачены Мадам Солнце, но Дракон спас их. Происходит еще одно нападение на Тернера, и Шива признает Лигу Убийц. Шива приводит Дракона к убийце, известному как Змея в Монголии, но Вайпер умирает, не успев дать им ответы.
Ее время в качестве борца с преступностью длилось недолго. На этот раз, в своей краткости, она подготовила ее к скитальческому существованию, которым станет ее жизнь. Ричард Драгон решил удалиться в горы, став затворником. Бену Тернеру промыли мозги, и в конце концов он превратился в Бронзового Тигра. Шива искал путь, более близкий к ее восприятию своего истинного «я».
Шива решила использовать свои навыки и природные таланты, продолжая совершенствовать свои боевые искусства. За время работы с Ричардом Драгоном она пристрастилась к боям и ситуациям жизни и смерти. Уже будучи очень опытным мастером боевых искусств, Шива нанялась в качестве наемника, чтобы финансировать свою деятельность и обучение. В то время как правильное поведение было фактором в ее жизни раньше, оно становилось все менее и менее важным, поскольку она следовала по пути, который выбрала для себя. Ее значительные навыки позволяли ей запрашивать высокую цену за свои услуги, и желающих было много.

### После кризиса
Позже эти события были показаны иначе. В новой временной шкале Кэролайн и Сандра выросли в Детройте. Они постоянно занимались боевыми искусствами, и люди путешествовали, чтобы посмотреть, как они сражаются вместе. Убийца Дэвид Кейн наблюдал за ними и заметил, что Сандра сдерживается из-за любви к своей старшей сестре. Каин жестоко убил Кэролайн и оставил ее тело на обозрение Сандре. Это позволило Сандре раскрыть свой истинный потенциал. Сандра разыскала Дэвида Каина в поисках мести и попыталась убить его. Лига Убийц победила ее, но она простила Каина, когда поняла, что он освободил ее. Каин позволил Сандре жить, если он родит ей ребенка. У Сандры была дочь Кассандра Каин, которую она отдала Давиду.

### Роршах
Однажды Шива был нанят, чтобы убить Виктора Сейджа, Роршаха . Она с легкостью победила его. После поражения он был ранен выстрелом в голову и брошен в реку. Увидев что-то в нем, может быть, впечатленная его потенциальным мастерством, она спасла его, выловив из реки. Шива взял его в горы, чтобы встретиться со своим бывшим сенсеем, Ричардом Драгоном, чтобы у него были такие же шансы усовершенствовать и улучшить свое мастерство. С тех пор они время от времени встречались. Почти каждый раз Шива проверяет свои навыки на своих. Мудрец стал мерилом для Шивы, и было слышно, как она говорила, что его навыки являются одними из лучших в мире.
Шива также был нанят для обучения потенциальных убийц, наемников или террористов. Она была на Ближнем Востоке, тренируя небольшую группу потенциальных террористов, когда выяснилось, что она имеет какое-то отношение к отцу Джейсона Тодда, второго Робина. Эта связь заставила Джейсона и его наставника Бэтмена искать ее, думая, что она, возможно, его мать. Шива сразился с Бэтменом, быстро поразив его своим мастерством, скоростью и силой. Если бы не вмешательство Робина, Шива победил бы Темного рыцаря. Когда ее спросили, под действием пентотала натрия, была ли она Джейсоном Тоддом. Мама, она рассмеялась, находя эту идею забавной. Шива начал выслеживать тех, кто называл себя Шиханом, «Мастером» или любым другим титулом, провозглашающим мастерство в боевых искусствах. Она узнает от них все, что сможет, и, в зависимости от их навыков, убьет их, когда они больше не будут ей нужны. Решение Шивы, убивать или нет конкретного противника, похоже, основано на прихоти. В это время, разыскивая Зеленую Стрелу с Сенсеем для миссии, она столкнулась и сразилась с Черной Канарейкой.

### Робин
Позже Шива проявил особый интерес к Короши, мастеру искусства боя с пустыми руками, узнав, что он потерпел поражение. Каждый раз, когда истинный мастер боевых искусств терпит поражение, Шива делает все возможное, чтобы проверить этот факт и выяснить, как это было достигнуто. Не получив никакой информации от самого Короши, она начала искать человека, который, по слухам, победил его, Короля Снейка, чтобы вместо этого получить информацию от него. Во время своих поисков она встретила Тимоти Дрейка, который проходил обучение, чтобы стать новым Робином. Тим Дрейк боролся с преступной организацией Короля Снейка, Призрачными драконами, с помощью агента Управления по борьбе с наркотиками Клайда Роулинза. Шива обучала Тима боевым искусствам вообще и конкретно одному оружию — он выбрал посох бо. Шива несколько насмешливо упомянул, что это не смертоносное оружие, на что он ответил, что именно поэтому он и выбрал его. В конце своего обучения он однажды победил Шиву, используя бо в качестве своего оружия. Она подарила ему складной посох бо.
Король Змей создавал опасную чуму. Трое попытались помешать им выпустить его, но Призрачные драконы сбежали с несколькими канистрами. Выследив их до Гонконга, они в конце концов победили Короля Снейка, хотя Роулинз погиб при попытке, а Шива в основном наблюдал за происходящим. Шива приказал Робину убить Короля Змея, пока он висел на здании, но тот отказался это сделать. Шива сбросил Короля Змея со скалы насмерть, хотя позже выяснилось, что на самом деле он не умер.

### Темнейшая ночь
Шиву попросили помочь Брюсу Уэйну восстановить некоторые навыки, которые он потерял после того, как Бэйн сломал себе спину. Шива согласился тренировать его, и после нескольких недель упорных тренировок Шива попытался научить Брюса смертельной технике под названием «Удар леопарда». Когда Брюс отказался учиться этому, Шива придумал новый способ продолжить обучение Брюса. Шива убил Безрукого Мастера, надевая Маску Тэнгу, и она позаботилась о том, чтобы Семь учеников Мастера узнали, кто несет за это ответственность. После этого она дала Брюсу Маску, в результате чего Ученики напали на Брюса в отместку за убийство своего хозяина. Шива не обращал внимания на тест Брюса против каждого ученика, и она становилась все более удовлетворенной результатами с каждым пройденным тестом. Когда Брюс, наконец, взломал и убил своего противника, Шива был наконец удовлетворен, и она сняла Маску Тэнгу с Брюса, закончив его обучение. Позже Шива узнала правду, но не искала мести.
После землетрясения в Готэме Братство Обезьяньего Кулака провело турнир по боевым искусствам в разрушенном городе, пытаясь доказать свое достоинство и мастерство после того, как было обесчещено. Под псевдонимом «Бумажная обезьяна» она сражалась и победила многих других конкурентов. Ее последним противником была Зеленая Стрела (Коннор Хоук). Хотя это был очень напряженный и изнурительный поединок, Шива стал победителем. Робин ранее спасла Шиве жизнь и попросила ее не убивать Коннора, променяв жизнь на жизнь. Предупредив Робин, что использование услуги теперь означает, что она бросит вызов и убьет его, когда он станет старше, она воздержалась от убийства Коннора. На протяжении многих лет Шива собирала группы последователей, которые, кажется, поклонялись ей как воплощению Шивы, индуистской богини смерти. Шива уделяет им мало внимания, за исключением того, что иногда использует их в качестве лакеев или убивает их, когда это соответствует ее прихотям. Некоторые из ее последователей даже построили храмы в честь ее побед. В Готэме был один такой храм, который она разрушила. Вероятно, есть и другие, найденные по всему миру. Ее последователи почти так же одержимы, как и она, хотя они и близко не соответствуют ее навыкам.

### Бэтгерл
Позже Шива разыскал Кассандру Каин, новую Бэтгёрл, чтобы проверить её мастерство. Услышав, что она была бойцом с легендарным талантом, Шива был разочарован, обнаружив, что она едва способна защитить себя. Бэтгёрл воспитывалась в изоляции её отцом, убийцей Дэвидом Каином, который никогда не учил её говорить, читать или писать на каком-либо языке. Вместо этого она развила феноменальную способность анализировать язык тела других, что, в сочетании с полученной ею боевыми искусствами, сделало ее несравненным бойцом. После того, как экстрасенс, которого она спасла, одарил ее пониманием языка, она потеряла свой талант понимать язык тела.
Шива и Бэтгерл заключили сделку: Шива заново научит девушку навыкам, которые она потеряла, а взамен Кассандра Каингод спустя встретится с ней в битве насмерть. Шива появился, чтобы сразиться с Бэтгерл на Форуме Двенадцати Цезарей. Первоначально Шива победил Бэтгерл, в результате чего она оказалась клинически мертвой. Понимая, что Бэтгерл не дала ей всего, Шива оживила ее. Бэтгерл призналась Шиве, что боролась самоубийственно, питая желание смерти из-за того, что Каин заставил ее убить человека голыми руками, когда она была еще ребенком. Ее способность прекрасно понимать агонию своей жертвы травмировала Бэтгёрл. Преодолев свое желание смерти, Бэтгерл снова сразилась с Шивой, разбив меч, которым она владела. В разгар битвы Бэтгерл обвинила Шиву в том, что она сама желает смерти и что на самом деле она путешествует по миру и сражается с другими мастерами боевых искусств в поисках собственной смерти. Бэтгерл победила Шиву, сломав ей челюсть.
Шива недавно заявил, что она настоящая мать Кассандры. Она вовлекла Кэсси в последнюю битву, чтобы удовлетворить свое «желание смерти». Кассандра оставила Шиву явно мертвым, хотя и рядом с ямой Лазаря.

### Хищные птицы
Поменявшись местами с Черной Канарейкой, чтобы позволить им обоим испытать жизненный опыт друг друга, Шива присоединяется к тайной команде женщин-оперативников Oracle, известной как Хищные птицы (Канарейка надеется, что время, проведенное с ними, смягчит Шиву), используя имя «Нефритовая канарейка». Однако она сохраняет свой жесткий и холодный характер. Оракул полусерьезно называет Шиву, возможно, социопатом. Барбара Гордон отказывается называть Шиву титулом Нефритовой Канарейки, хотя Шива (в рамках сделки с Канарейкой) стал носить сапоги Черной Канарейки и фирменные ажурные чулки (хотя она ненавидит их носить).
Однако Шива продолжает выступать сольно. Она навещает Робина, чтобы помочь ему, к большому огорчению Тима, узнать правду о недавнем исчезновении Кассандры Каин и недавних потрясениях в Лиге Убийц. Она отказывается позволить себе или команде Oracle участвовать в этом. Вместо этого она доверяет своему бывшему ученику справиться с ситуацией. Похоже, что у нее нет недоброжелательности по отношению к Кэсси, поскольку она сообщает Тиму, что надеется, что с ее дочерью все в порядке.
Во время недавней миссии команда Оракула столкнулась со злодеем Прометеем, чей шлем позволяет ему копировать навыки 30 величайших мастеров боевых искусств мира, включая самого Шиву. Это позволило ему победить Бэтмена в прошлом. Шива считал, что его файлы на нее устарели, а также что она сможет победить свое «старое я». Похоже, ее не заботили навыки других 29 бойцов, и, по-видимому, она решила атаковать Прометея в лоб. Однако у Прометея были более свежие файлы, чем подозревал Шива, и за три секунды он сбил ее с ног. После этого поражения Шива исчез, оставив сообщение для Черной Канарейки: «Скажи Канарейке, я освобождаю ее».
Лишенный возможности создать Черную Канарейку по своему образу и подобию, лишенный Греха (молодой девушки, которая должна была стать ее преемницей), Шиву в последний раз видели разговаривающей с Бетани Торн, дочерью покойного криминального доктора Брэдфорда Торна. Похоже, она снова надеется обучить нового наследника искусству своего смертоносного боевого искусства.
Тем не менее, хотя Шива больше не является активным членом Хищных птиц, она продолжает защищать своих бывших товарищей по команде. Так обстоит дело, когда Хищным птицам угрожал Крушитель шпионов, который пытается украсть контроль у Оракула. После миссии в России Oracle и Spy Smasher сражаются друг с другом за контроль над командой. Хотя Oracle не может использовать свои ноги, она побеждает, хотя Spy Smasher пытается отказаться от своей сделки. К сожалению, снаружи ей противостоят все агенты Хищных птиц, которых когда-либо нанимал Оракл, которые предостерегают ее от того, чтобы когда-либо снова преследовать Оракула. Среди них Леди Шива. Позже, когда Барбара спрашивает остальных, кто звал Шиву, никто не ответил.

### Последние обряды
Шива появилась в Готэме, чтобы проверить «самоуверенность» Робина на дуэли. Предвидя драку, Робин победил ее, отравив ее испорченными шоколадными конфетами, которые он подложил в ее гостиничный номер несколькими часами ранее, из-за чего она испытала паралич, когда во время боя у нее участился пульс. После ее поражения Шива была взята в тюрьму Найтвингом.

## Силы и способности
Боевые искусства: Леди Шива — смертоносная убийца и одна из выдающихся мастеров боевых искусств на планете. Она объединила множество приемов и элементов из многочисленных боевых искусств, в том числе несколько забытых, чтобы создать боевую форму, которая соответствует ее собственным силам.

Леопардовый стиль кунг-фу
Кунг-фу в стиле дракона

Дзюдо: Известно, что Шива изучала дзюдо.

Капоэйра

Кокушо

Каратэ

Дим Мак: древняя форма боевых искусств, при которой вы наносите удары по жизненно важным точкам тела противника, вызывая паралич, сильную и продолжительную боль или смерть.

Медицина: Говорят, что Шива может исцелять так же искусно, как и наносить вред.

Тактический анализ : Шива очень хорошо владеет языком тела. Она часто может предсказать, что сделает противник, прежде чем он это сделает, и таким образом лучше спланировать свои атаки.

Неукротимая воля : она может контролировать свою нервную систему, что позволяет ей притуплять тело к физической боли и контролировать свои эмоции. Она даже может контролировать скорость кровотечения.

## В других СМИ

### Телевидение
Живое действие
Леди Шива появляется в сериале Хищные птицы в эпизоде "Леди Шива", которого играет Сон-Хи Ли . Здесь она примерно так же искусна, как Барбара Гордон и Охотница . Она является заклятым врагом Барбары Гордон из ее карьеры Бэтгёрл. В своей гражданской идентичности она бывшая одноклассница Селены Кайл. В отличие от своего аналога из комиксов, она изображается как обычная воровка, не связанная с какими-либо известными организациями, и носит маску. Она стремится отомстить Бэтгерл за случайную смерть своей 15-летней сестры, которая была убита, когда Бэтгерл пыталась задержать Шиву.
По словам постоянной приглашенной звезды Стрелы Катрины Лоу на Dragoncon, она считала, что проходила прослушивание для Леди Шивы, прежде чем ее выбрали на роль Ниссы аль Гул.
Леди Шива должна была появиться в пятом и последнем сезоне сериала Готэм, но до этого так и не дошло. Первоначально предполагалось, что Шива появится в заключительном эпизоде четвертого сезона «Ничья земля» в сцене, где она сражается с тремя головорезами в китайском квартале Готэма.
Анимация
Леди Шива появляется в Beware the Batman, озвученная Финолой Хьюз. Она появляется как элитный член Лиги Убийц.

### Фильмы
Анимация
Леди Шива появляется в Супермен/Бэтмен: Враги общества, озвученная Рэйчел Макфарлейн. Она среди злодеев, которые пытаются получить награду за Супермена и Бэтмена. У нее нет диалогов (она находится под ментальным контролем Гориллы Гродд), и она издает только вокальные звуки, и ее роль полностью не изменилась по сравнению с комиксом, в котором она ненадолго сражается с Бэтменом, прежде чем он нокаутирует ее.
Леди Шива упоминается в Бэтмене и Харли Куинн, когда Бэтмен посещает Сарджа Стил в АРГУСе, где Сардж благодарит Бэтмена за помощь в борьбе с Лигой Убийц, прежде чем он делает лукавое замечание о Леди Шиве.
Леди Шива появляется в Бэтмен: Тихо!, озвученная Сачи Алессио. У нее второстепенная роль. Она пришла, чтобы предупредить Бэтмена, что неизвестный человек пришел в поисках омолаживающих/возвращающих жизнь способностей древней Ямы Лазаря.
Леди Шива появляется в «Темной Лиге Справедливости: Война Апокалипсиса», где Сачи Алессио повторяет ее роль. Показано, что она стала правой рукой Дамиана Уэйна в Лиге теней после нападения Дарксайда на Землю. Позже она помогает группе Кларка Кента прорваться через здание LexCorp, чтобы получить доступ к воротам Boom Tube и телепортироваться на Апоколипс. Во время перестрелки в здании Шива ранен в голову и убит охранником. Дамиан отдает последнюю дань уважения своему павшему товарищу, прежде чем приступить к миссии.
Леди Шива появляется в Deathstroke: Knights & Dragons, озвученная Пантой Мосле.
Леди Шива появляется в Бэтмен: Душа дракона, озвученная Келли Ху, повторяя свою роль из Batman: Arkham Origins.

### Видеоигры
- DC Universe Online, роль озвучила Д. Б. Купер.
- Игровой персонаж в портативной версии Lego Batman 2: DC Super Heroes.
- Batman: Arkham Origins, роль озвучила Келли Ху . Она входит в число восьми убийц, нанятых Черной маской с целью убить Бэтмена. Чтобы «проверить» Бэтмена, она похищает двух коррумпированных полицейских, убивая одного и оставляя другого на спасение. После того, как Бэтмен спасает выжившего офицера и находит убитого, Леди Шива противостоит ему, предлагая ему шанс сразиться с ней в Шелдон-парке в здании Чудо-башни. Бэтмен сражается с ней с несколькими её подчиненными и выходит победителем. Заявляя, что он достоин жизни, Шива позволяет ему продолжать свои усилия по защите Готэма, но настаивает на том, что вскоре он узнает, что город невозможно спасти и он заслуживает уничтожения (подразумевая, что в настоящее время она связана с Лигой Убийц Ра’с аль Гула), чтобы он мог восстать из пепла (по аналогии с сообщением, доставленным Бэтмену Азраилом в Batman: Arkham City).). Перед исчезновением заявляет, что навыки Бэтмена произведут впечатление на её хозяина, когда он услышит об этом.

В собранных Эдвардом Нигмой компромате показано:
1. Леди Шива, как и её хозяин, знает о пристрастии Бэйна к Веному и его желании порвать с этой зависимостью
2. Она обращается к Куинси Шарпу с предложением помощи в его политических амбициях, если он вновь откроет заброшенную лечебницу Аркхэм.

Леди Шива также фигурирует в загружаемом контенте «Посвящение» как последний противник, которого Кириги бросает на Брюса Уэйна.
- Lego DC Super-Villains, роль озвучила Сумали Монтано.

### Веб-сериал
Героическая версия Леди Шивы появляется в веб-сериале DC Super Hero Girls, озвученная Таней Гунади.

Леди Шива появляется в Deathstroke: Knights and Dragons, озвученная Пантой Мосле.

## Критика и отзывы
В 2011 году UGO Networks включила Леди Шиву в свой список 25 горячих девушек-ниндзя: «Она из тех женщин, которые ясно показывают, почему Брюс Уэйн так и не нашел любви — его тип слишком способен надрать ему задницу».

Она заняла 8-е место в списке 10 лучших вымышленных ниндзя по версии Fandomania как «один из самых смертоносных мастеров боевых искусств во вселенной DC Comics».